# Francis P. Bundy
Francis Pettit Bundy (Columbus, 1 de septiembre de 1910-Lebanon, 23 de febrero de 2008) fue un físico estadounidense, conocido como miembro del equipo de investigadores de General Electric que en diciembre de 1954 creó chips de diamante aplicando presión ultra alta (65 kbar) al grafito con sulfuro de hierro como catalizador.

## Biografía
Se graduó en 1927 en Lancaster High School y en 1931 en Ohio's Otterbein College, ahora llamado Otterbein University. En 1937 recibió su doctorado en física por la Universidad Estatal de Ohio; desde ese año hasta 1942 se desempeñó como profesor ahí. Durante la Segunda Guerra Mundial trabajó en investigación de sonar en el Laboratorio de Sonido Subacuático de Harvard. En 1946 fue a los laboratorios de investigación de General Electric en Schenectady, Nueva York.
En 1951, General Electric inició el "Proyecto Superpresión", dirigido por Anthony J. Nerad, para sintetizar diamantes en el laboratorio. En febrero de 1955, General Electric anunció que el equipo de investigación formado por Francis P. Bundy, H. Tracy Hall, Herbert M. Strong y Robert H. Wentorf Jr. había sintetizado "diminutos diamantes hechos de un material carbonoso sometido a presiones extremas y temperatura". En 1977, los cuatro miembros del equipo recibieron conjuntamente el Premio Internacional de Nuevos Materiales, ahora llamado Premio James C. McGroddy de Nuevos Materiales, por "sus destacadas contribuciones a la investigación e invenciones que incluyen el primer proceso reproducible para fabricar diamantes; la síntesis del nitruro de boro cúbico; y el desarrollo de los procesos de alta presión necesarios para producir estos materiales".
Fue autor o coautor de más de 100 publicaciones científicas. Fue elegido en 1946 miembro de la Sociedad Estadounidense de Acústica y en 1953 miembro de la Sociedad Estadounidense de Física. En 1987 recibió el Premio Bridgman.
Ganó considerable fama como piloto de planeadores. (Su esposa Hazel Bundy también era piloto de planeador). Registró más de 8.000 vuelos en planeador, diseñó y construyó planeadores, trabajó como instructor y examinador de vuelo, fue muy activo en competencias y, en ocasiones, sirvió como competidor. oficial. En 2001 fue incluido en el Salón de la Fama del Museo Nacional del Vuelo.

### Vida personal
Se casó con Hazel Victoria Forwood (1910-2006) el 24 de octubre de 1936 en Springfield, Illinois. La pareja tuvo dos hijos y dos hijas.

## Publicaciones seleccionadas
- Bundy, F. P.; Hall, H. T.; Strong, H. M.; Wentorf Jr., R. H. (1955). «Man-Made Diamonds». Nature 176 (4471): 51-55. Bibcode:1955Natur.176...51B. doi:10.1038/176051a0. (over 1350 citations)
- Bundy, F. P.; Bovenkerk, H. P.; Strong, H. M.; Wentorf Jr., R. H. (1961). «Diamond-Graphite Equilibrium Line from Growth and Graphitization of Diamond». The Journal of Chemical Physics 35 (2): 383-391. Bibcode:1961JChPh..35..383B. doi:10.1063/1.1731938.
- Bundy, F. P. (1961). «Effect of Pressure on emf of Thermocouples». Journal of Applied Physics 32 (3): 483-488. Bibcode:1961JAP....32..483B. doi:10.1063/1.1736029.
- Bundy, F. P. (1962). «Direct Conversion of Graphite to Diamond in Static Pressure Apparatus». Science 137 (3535): 1057-1058. Bibcode:1962Sci...137.1057B. PMID 17774419. doi:10.1126/science.137.3535.1057.
- Bundy, F. P. (1963). «Direct Conversion of Graphite to Diamond in Static Pressure Apparatus». The Journal of Chemical Physics 38 (3): 631-643. Bibcode:1963JChPh..38..631B. doi:10.1063/1.1733716.
- Bundy, F. P.; Wentorf Jr., R. H. (1963). «Direct Transformation of Hexagonal Boron Nitride to Denser Forms». The Journal of Chemical Physics 38 (5): 1144-1149. Bibcode:1963JChPh..38.1144B. doi:10.1063/1.1733815.
- Bundy, F. P.; Kasper, J. S. (1963). «A New Dense Form of Solid Germanium». Science 139 (3552): 340-341. Bibcode:1963Sci...139..340B. PMID 17781090. doi:10.1126/science.139.3552.340.
- Bundy, F. P. (1964). «Phase Diagrams of Silicon and Germanium to 200 kbar, 1000°C». The Journal of Chemical Physics 41 (12): 3809-3814. Bibcode:1964JChPh..41.3809B. doi:10.1063/1.1725818.
- Bundy, F. P.; Kasper, J. S. (1967). «Hexagonal Diamond—A New Form of Carbon». The Journal of Chemical Physics 46 (9): 3437-3446. Bibcode:1967JChPh..46.3437B. doi:10.1063/1.1841236.
- Hanneman, R. E.; Strong, H. M.; Bundy, F. P. (1967). «Hexagonal Diamonds in Meteorites: Implications». Science 155 (3765): 995-997. Bibcode:1967Sci...155..995H. PMID 17830485. doi:10.1126/science.155.3765.995.
- Corrigan, F. R.; Bundy, F. P. (1975). «Direct transitions among the allotropic forms of boron nitride at high pressures and temperatures». The Journal of Chemical Physics 63 (9): 3812. Bibcode:1975JChPh..63.3812C. doi:10.1063/1.431874.
- Spain, Ian L.; Paauwe, Jac, eds. (1977). «Chapter 8. Synthesis of Diamond and Superhard Materials by Francis P. Bundy». High Pressure Technology. Volume 2: Applications and Processes. New York & Basel: Marcel Dekker. pp. 321-338. ISBN 0-8247-6591-5. doi:10.1201/9780203751985-8.
- Wentorf Jr., R. H.; Devries, R. C.; Bundy, F. P. (1980). «Sintered Superhard Materials». Science 208 (4446): 873-880. PMID 17772811. doi:10.1126/science.208.4446.873.
- Bundy, Francis P. (1980). «The P, T phase and reaction diagram for elemental carbon, 1979». Journal of Geophysical Research 85 (B12): 6930. Bibcode:1980JGR....85.6930B. doi:10.1029/JB085iB12p06930.
- Bundy, F. (1988). «Ultra-high pressure apparatus». Physics Reports 167 (3): 133-176. Bibcode:1988PhR...167..133B. doi:10.1016/0370-1573(88)90174-3.
- Bundy, F.P. (1989). «Pressure-temperature phase diagram of elemental carbon». Physica A: Statistical Mechanics and Its Applications 156 (1): 169-178. Bibcode:1989PhyA..156..169B. doi:10.1016/0378-4371(89)90115-5.
- Bundy, F.P.; Bassett, W.A.; Weathers, M.S.; Hemley, R.J.; Mao, H.U.; Goncharov, A.F. (1996). «The pressure-temperature phase and transformation diagram for carbon; updated through 1994». Carbon 34 (2): 141-153. Bibcode:1996Carbo..34..141B. doi:10.1016/0008-6223(96)00170-4.